# Wspólnota administracyjna Horb am Neckar
Wspólnota administracyjna Horb am Neckar – wspólnota administracyjna (niem. Vereinbarte Verwaltungsgemeinschaft) w Niemczech, w kraju związkowym Badenia-Wirtembergia, w rejencji Karlsruhe, w regionie Nordschwarzwald, w powiecie Freudenstadt. Siedziba wspólnoty znajduje się w mieście Horb am Neckar, przewodniczącym jej jest Michael Theurer.
Wspólnota administracyjna zrzesza jedno miasto i dwie gminy wiejskie:
- Empfingen, 4 137 mieszkańców, 18,19 km²
- Eutingen im Gäu, 5 441 mieszkańców, 32,82 km²
- Horb am Neckar, miasto, 25 603 mieszkańców, 119,84 km²